# Pale Honey
Pale Honey är ett svenskt rockband från Göteborg bestående av Nelly Daltrey (trummor), Anders Lagerfors (klaviatur och gitarr) och Tuva Lodmark (sång och gitarr).

## Historik
Vännerna Nelly Daltrey och Tuva Lodmark, båda födda 1992, träffades i grundskolan och började spela musik ihop efter uppmuntran från sin mattelärare. Då instrumenten var nya för dem blev de första låtarna enkla i sin uppbyggnad vilket idag hänger kvar och de kallar själva sin stil för "minimalistisk rock". Efter att ha provat att sätta ihop olika grupper bestämde de sig, 2013, för att vara en duo med trummor, gitarr och sång som grund.
När Pale Honey 2014 gav ut sin debut-EP "Fiction", vars släpp följdes av festivalspelningar i bland annat Tyskland och England , blev producenten Anders Lagerfors även en fast medlem i bandet.
Under våren 2015 begav sig bandet ut på Europaturné och det självbetitlade debutalbumet kom ut 4 maj. Skivan kom att hyllas både på hemmaplan och utomlands och brittiska Sunday Times Culture har lyft fram duon som en "Breaking act".
Pale Honeys första singel, "Youth", toppade studentradiolistan i mars 2015 och spelades flitigt i SR P3 under sommaren. I december stod det klart att bandet var nominerat till  "Årets nykomling" inför P3 Guld-galan 2016.
Duons andra album "Devotion" släpptes i oktober 2017, från albumet släpptes också singlarna "Why Do I Always Feel This Way" och "Get These Things Out Of My Head" – där den sistnämnda handlar om sångerskan Tuva Lodmarks kamp mot tvångstankar. 
För "Devotion" nominerades Pale Honey till "Årets grupp" och "Årets rock" på P3 Guld.

## Diskografi
Studioalbum
- 2015 – Pale Honey
- 2017 – Devotion
- 2020 – Some Time, Alone

EP
- 2014 – Fiction

Singlar
- 2015 – "Youth"
- 2015 – "Over Your Head"
- 2016 – "Tease"
- 2016 – "Real Thing"
- 2017 – "Why Do I Always Feel This Way"
- 2017 – "Lay All Your Love on Me"
- 2017 – "Get These Things Out of My Head"
- 2018 – "Replace Me"
- 2019 – "Set me free"
- 2020 – "Treat You Good"
- 2020 – "Killer Scene"